# Jean-Marie Repoux
Jean-Marie Repoux est un homme politique français né le 14 avril 1743 à Bourbon-Lancy (Saône-et-Loire) et décédé le 27 février 1832 à Autun (Saône-et-Loire).

## Biographie
Fils de Philibert Repoux, seigneur des Chavagnes, bourgeois à Bourbon-Lancy, Jean-Marie Repoux, dont deux frères sont militaires, est avocat au parlement de Bourgogne, homme de loi à Autun. Il est élu premier député du tiers état aux états généraux de 1789 pour le bailliage d'Autun. Il prête le serment du jeu de Paume et fait partie de la commission de la fédération. Suspecté en 1794 par le comité révolutionnaire d'Autun, il se retire ensuite au château de Vergoncey à Curgy, puis à Autun, où il meurt le 27 février 1832,

## Sources
- « Jean-Marie Repoux », dans Adolphe Robert et Gaston Cougny, Dictionnaire des parlementaires français, Edgar Bourloton, 1889-1891 [détail de l’édition]